# Tema
Tema ist die wichtigste Hafenstadt des westafrikanischen Staates Ghana. Sie liegt etwa 25 km entfernt östlich der Hauptstadt Accra, mit der sie durch eine Eisenbahnstrecke und ausgebaute Straßen verbunden ist. Tema gehört zur Region Greater Accra, einem urbanen Ballungsraum, der sich als zusammenhängende Bebauung 100 Kilometer an der Küste entlangzieht und bis zu 30 Kilometer ins Landesinnere reicht. Die Angaben über die Einwohnerzahl schwanken stark.

## Geschichte
Bis 1960 war Tema ein kleines Fischerdorf nahe der ghanaischen Hauptstadt Accra. Der Name „Tema“ soll aus der Sprache der Ga stammen. Das Ga-Wort „Tor“ bedeutet so viel wie „Kürbis“ und „Torman“ so viel wie „Kürbisort“. Der Name bezieht sich auf die Kürbisse, die hier wuchsen und zum Transport von Wasser benutzt wurden. Die Briten korrumpierten diesen Namen dann zu „Tema“.
Eine noch in den 1940er Jahren unter britischer Herrschaft zur Zeit der Kolonie Goldküste veröffentlichte Untersuchung kam zu dem Ergebnis, dass ergänzend zum geplanten Volta-Staudamm ein Hafen in der Nähe von Accra notwendig sei. In den 1950er Jahren wurde mit Planungen zum Bau des Hafens bei Tema begonnen. 1961 wurde der Seehafen eröffnet, der den Hafen von Takoradi als größten des Landes ablöste. Tema zählt wie das Volta River Project, dessen bekanntestes Teilprojekt der Bau des Akosombo-Staudamms ist, zu den großen Entwicklungsprojekten Ghanas nach Erlangung der Unabhängigkeit. Aufgrund der umfangreichen Infrastrukturprojekte in der Gegend beschloss die Regierung Ghanas den Bau einer angrenzenden Großstadt, die vom Architekten und Städteplaner Konstantinos A. Doxiadis ausgeführt wurde.

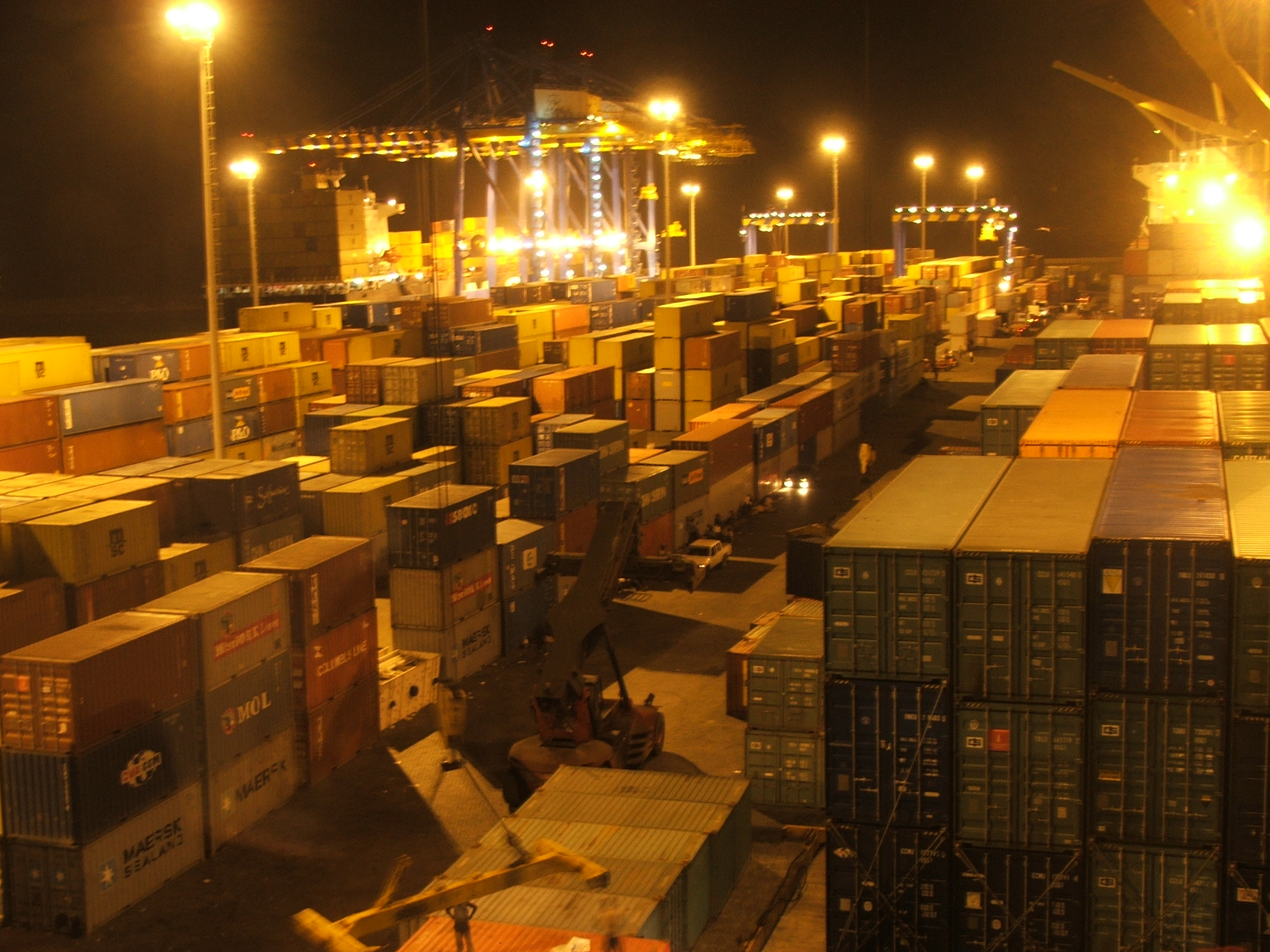
Containerumschlag in Tema

## Wirtschaftliche Bedeutung
Tema ist der größte Tiefwasserhafen Ghanas. Der überwiegende Teil des Kakaos, neben Gold das Hauptexportprodukt des Landes, wird über Tema verschifft. Der Hafen sollte bis 2018 weiter ausgebaut werden. Daneben haben sich hier bedeutende Industriebetriebe angesiedelt, zum Beispiel eine Ölraffinerie (die Tema Oil Refinery), eine Aluminiumhütte (die den Strom des Akosombostaudamms nutzt), chemische Fabriken, Nahrungsmittelproduktion (Schokolade, Fischkonserven), Textil- und Zementfabriken.

## Bevölkerung
Obwohl Tema im traditionellen Siedlungsgebiet der Ga liegt, stellen diese nur knapp ein Viertel der Bevölkerung. Allein aufgrund der Tatsache, dass die Stadt neu errichtet wurde, wie auch infolge ihrer Bedeutung als Industrie- und Hafenstadt sind die Bewohner von Tema ethnisch bunt gemischt. Neben 23 % Ga leben dort etwa ebenso viele Ewe, deren Siedlungsgebiet sich östlich anschließt. Die verschiedenen Akanvölker (Aschanti, Fante, Akwapim) stellen weitere 40 %.

## Klima
Das Gebiet um Tema ist der trockenste Teil Südghanas. Es herrscht trockenes äquatoriales Klima mit einem durchschnittlichen Niederschlag von ca. 790 mm pro Jahr.

## Infrastruktur
Tema ist eine geplante Stadt. Diese Entstehungsgeschichte ist heute z. B. daran zu erkennen, dass Tema die einzige ghanaische Großstadt mit einem geschlossenen Abwassersystem ist (im Unterschied zu den üblichen offenen Abwassergräben z. B. im viel größeren Accra). Etwa 80 % der Bewohner haben Zugang zu fließendem Wasser, etwa ebenso viele der Siedlungen und Stadtviertel im Distrikt Tema sind an die elektrische Stromversorgung angeschlossen. In einigen Teilen gibt es eine funktionierende private Müllentsorgung.

## Distrikt von Tema
Der Distrikt von Tema (die „Tema Municipality“) besteht außer dem Hauptort Tema, der wiederum in etliche Stadtteile eingeteilt ist, noch aus den Orten Adenta East, Bethlehem, Ashaiman, Ashaley Botwe, Kakasunanka II, Kpone, Lashibi und Ogbojo.

## Söhne und Töchter der Stadt
- Edward Sarpei (* 1969), Fußballspieler
- Shamo Quaye (1971–1997), Fußballspieler
- Felix Mordeku (* 1974), Fußballspieler
- Nii Lamptey (* 1974), Fußballspieler
- Hans Sarpei (* 1976), deutsch-ghanaischer Fußballspieler
- Joseph Fameyeh (* 1978), Fußballspieler
- Christian Gyan (1978–2021), Fußballspieler
- Kweku Adoboli (* 1980), Investmentbanker und Betrüger
- Matthew Amoah (* 1980), Fußballspieler
- Abubakari Yakubu (1981–2017), Fußballspieler
- Kwame Quansah (* 1982), Fußballspieler
- Illiasu Shilla (* 1982), Fußballspieler
- Stephen Adams (* 1984), Fußballtorwart
- Irene Ann Ofori (* 1986), Fußballspielerin
- Freddy Adu (* 1989), US-amerikanischer Fußballspieler
- Nana Ampomah (* 1996), Fußballspieler

## Partnerstädte
- San Diego
- Greenwich, London, Vereinigtes Königreich
- Temuco, Chile

Die Berufsschule in Tema pflegt eine Partnerschaft mit dem Burggymnasium in Schorndorf und die Kirchengemeinde Tema Joint Church ist Partnergemeinde der Versöhnungskirche Schorndorf.